# Lady for a Day
Lady for a Day is een film uit 1933 onder regie van Frank Capra. Hij is gebaseerd op het korte verhaal Madame La Gimp uit 1929 van Damon Runyon. Destijds werd de film in Nederland uitgebracht onder de titel Dame voor één dag.

## Verhaal
Annie is een zwerfster die appels verkoopt op straat. David ('de Dude') is een gokkende gangster die ervan overtuigd is dat haar appels hem geluk brengen. Niemand weet dat ze een dochter heeft, Louise, die in Spanje woont. Met behulp van vriend Oscar, deurwaarder bij het luxe Hotel Marberry, stuurt ze brieven naar haar dochter via het hotel. Ze laat Louise in de waan dat ze een dame uit de hogere kringen is, die getrouwd is met de rijke E. Worthington Manville.
De problemen ontstaan wanneer Louise aankondigt dat zij, haar verloofde Carlos en zijn vader graaf Romero haar zullen bezoeken in New York. Ondertussen zijn Dave en zijn rechterhand Happy McGuire wanhopig op zoek naar Annie en krijgen van haar armoedige vrienden haar problemen te horen. Zij vragen Dave of hij tijdelijk voor haar een kamer wil huren in het hotel en luxe kleding kopen. Dave heeft eigenlijk geen interesse, maar wordt door zijn nachtclubzangeres Missouri Martin onder druk gezet om Annie te helpen.
Missouri helpt Annie met een make-over en vraagt rechter Henry D. Blake zich voor te doen als haar echtgenoot. Nadat hij de nieuwe Annie ziet, wil hij dolgraag meewerken aan het complot. Een welvarend ogende Annie haalt haar dochter op van het schip, dat even daarvoor is gearriveerd in de haven. Tijdens een gelukkig verblijf in New York, ontvoeren de mannen van Dave een aantal verslaggevers die hen lastigvallen.
De laatste avond voor Louise terug zal keren naar Spanje, wordt er een afscheidsfeest gehouden in Missouri's nachtclub. De politie is ervan op de hoogte dat Dave verantwoordelijk is voor de ontvoeringen en een groep agenten omsingelt de nachtclub. Dave wordt gearresteerd en kan alleen bevrijd worden als Annie de waarheid vertelt. Zij onthult haar leven als zwerfster tegen haar dochter. Uiteindelijk wordt Dave vrijgelaten en loopt alles goed af.

## Rolverdeling
| Acteur                 | Personage              |
| ---------------------- | ---------------------- |
| Warren William         | David 'Dave' (de Dude) |
| May Robson             | Apple Annie            |
| Guy Kibbee             | Rechter Henry G. Blake |
| Glenda Farrell         | Missouri Martin        |
| Ned Sparks             | Happy                  |
| Walter Connolly        | Graaf Romero           |
| Jean Parker            | Louise                 |
| Nat Pendleton          | Shakespeare            |
| Barry Norton           | Carlos                 |
| Halliwell Hobbes       | Butler                 |
| Hobart Bosworth        | Gouverneur             |
| Robert Emmett O'Connor | Inspecteur             |

## Achtergrond
De rol van Dave werd aangeboden aan William Powell, maar ging uiteindelijk naar Warren William. Marie Dressler werd benaderd voor de rol van Annie, maar zij was destijds een van de grootste sterren van Hollywood en was niet beschikbaar. Guy Kibbee was de vierde keuze om de rechter te spelen. Capra had Robert Montgomery, James Cagney of W.C. Fields in gedachten, maar kon dit niet realiseren. Vlak voor de première, organiseerden enkele bazen van Columbia Pictures een publiciteitsstunt door appelverkoopster Ellen McCarthy een verblijf aan te bieden in een duur hotel en luxe kleding voor haar te kopen. Het bleek een succesvolle stunt te zijn, maar kreeg een jaar later veel kritiek toen McCarthy dood werd aangetroffen in haar kleine appartement. Ze overleed aan een overvloed van gas in een kleine kamer.
De film werd een groot succes en kreeg de bijnaam Pygmalion for the Depression Era (de Pygmalion uit de periode van de Grote Depressie). Het bracht meer dan 600.000 Amerikaanse dollar op en was de drijfveer voor filmmakers om Lady by Choice (1934) te maken. Het werd genomineerd voor vier Oscars, in de categorieën "Beste Film", "Beste Regie" en "Beste Actrice" (Robson) en "Beste Aangepaste Script". De prijzen zouden naar andere films gaan.
In 1939 kwam er een gelijknamige show op de radio, waar ook acters Robson en Parker aan meewerkten. In 1961 volgde een nieuwe versie, die de titel Pocketful of Miracles kreeg. Deze versie had Glenn Ford, Bette Davis en Hope Lange in de hoofdrollen en werd ook geregisseerd door Capra.